# Ľubica Laššáková
Ľubica Laššáková (ur. 18 sierpnia 1960 w Pieszczanach) – słowacka polityk, dziennikarka i samorządowiec, w latach 2018–2020 minister kultury.

## Życiorys
Absolwentka dziennikarstwa na Uniwersytecie Komeńskiego w Bratysławie. Od 1983 pracowała w redakcji czasopisma „Slovcepa”. W latach 1988–2011 była dziennikarką i redaktorką publicznego nadawcy radiowego Slovenský rozhlas. Następnie pełniła funkcję kierownika prasowego i menedżera programowego parku rozrywki i rekreacji w Bańskiej Bystrzycy. W latach 2012–2016 kierowała urzędem rejonowym w tym mieście, po czym została kierownikiem do spraw kultury w bibliotece naukowej.
Od 2006 związana z miejską polityką, wybierana na radną miejską w Bańskiej Bystrzycy. Została też radną kraju bańskobystrzyckiego. Dołączyła do ugrupowania SMER, stając na czele jego regionalnych struktur.
W marcu 2018 w nowo utworzonym gabinecie Petera Pellegriniego objęła stanowisko ministra kultury. W 2020 z listy swojego ugrupowania uzyskała mandat posłanki do Rady Narodowej. W marcu tegoż roku zakończyła pełnienie funkcji rządowej. W czerwcu 2020 opuściła partię SMER wraz z grupą stronników Petera Pellegriniego. Współtworzyła następnie wraz z nim nową formację pod nazwą Głos – Socjalna Demokracja. Z jej ramienia w 2023 z powodzeniem ubiegała się o poselską reelekcję.